# Turniej olimpijski w piłce siatkowej mężczyzn 2008/Finał
Finał turnieju olimpijskiego w piłce siatkowej mężczyzn podczas XXIX Letnich Igrzysk Olimpijskich w Pekinie rozegrany został 24 sierpnia. Zagrali w nim obrońcy tytułu – Brazylijczycy oraz dwukrotni mistrzowie olimpijscy - Amerykanie.
Zwycięzcami, a zarazem zdobywcami złotego medalu, zostały Stany Zjednoczone, nie przegrywając przez cały turniej ani jednego spotkania.

## Mecz
| 24 sierpnia 2008 12:00 (UTC+8) 6:00 (UTC+2) | Stany Zjednoczone      | 3:1 (20:25, 25:22, 25:21, 25:23) | Brazylia            | Capital Indoor Stadium, Pekin                                    |  |
|                                             | Clayton Stanley 20 pkt | raport raport P-3 raport P-2     | Dante Amaral 15 pkt | Widzów: 13 000 Sędziowie: Wang Ning (Chiny) i Bela Hobor (Węgry) |  |

## Stany Zjednoczone – Brazylia
Niedziela, 24 sierpnia 2008

12:00 (UTC+8) - Capital Indoor Stadium, Pekin - Widzów: 13 000
| Stany Zjednoczone      | 3:1 (20:25, 25:22, 25:21, 25:23)                                                                   | Brazylia            |
| Clayton Stanley 20 pkt | raport. results.beijing2008.cn. [zarchiwizowane z tego adresu (2008-08-27)]. raport P-3 raport P-2 | Dante Amaral 15 pkt |

|                                 |    |                   |        |
|                                 |    |                   |        |
| R                               | 1  | Lloy Ball         | 4 pkt  |
| Ś                               | 4  | David Lee         | 10 pkt |
| L                               | 5  | Richard Lambourne |        |
| P                               | 8  | William Priddy    | 12 pkt |
| Ś                               | 9  | Ryan Millar       | 11 pkt |
| P                               | 10 | Riley Salmon      | 13 pkt |
| A                               | 13 | Clayton Stanley   | 20 pkt |
| Zmiany:                         |    |                   |        |
| P                               | 2  | Sean Rooney       |        |
| Ś                               | 12 | Thomas Hoff       |        |
| Trener:                         |    |                   |        |
| Hugh McCutcheon (Nowa Zelandia) |    |                   |        |

| Wyjściowe ustawienia drużyn w 1. secie                                                                        |
| --- |
| \| Millar Ball Priddy Lee Stanley Salmon Lambourne Giba André Heller André Dante Gustavo Marcelinho Sérgio \| |
| |
| Millar Ball Priddy Lee Stanley Salmon Lambourne Giba André Heller André Dante Gustavo Marcelinho Sérgio       |

| Millar Ball Priddy Lee Stanley Salmon Lambourne Giba André Heller André Dante Gustavo Marcelinho Sérgio |

| Wyjściowe ustawienia drużyn w 2. secie                                                                        |
| --- |
| \| Lee Stanley Salmon Millar Ball Priddy Lambourne André Heller André Dante Gustavo Marcelinho Giba Sérgio \| |
| |
| Lee Stanley Salmon Millar Ball Priddy Lambourne André Heller André Dante Gustavo Marcelinho Giba Sérgio       |

| Lee Stanley Salmon Millar Ball Priddy Lambourne André Heller André Dante Gustavo Marcelinho Giba Sérgio |

| Wyjściowe ustawienia drużyn w 3. secie                                                                        |
| --- |
| \| Stanley Salmon Millar Ball Priddy Lee Lambourne Giba André Heller André Dante Gustavo Marcelinho Sérgio \| |
| |
| Stanley Salmon Millar Ball Priddy Lee Lambourne Giba André Heller André Dante Gustavo Marcelinho Sérgio       |

| Stanley Salmon Millar Ball Priddy Lee Lambourne Giba André Heller André Dante Gustavo Marcelinho Sérgio |

| Wyjściowe ustawienia drużyn w 4. secie                                                                         |
| --- |
| \| Lee Stanley Salmon Millar Ball Priddy Lambourne Giba André Heller Dante Murilo Gustavo Marcelinho Sérgio \| |
| |
| Lee Stanley Salmon Millar Ball Priddy Lambourne Giba André Heller Dante Murilo Gustavo Marcelinho Sérgio       |

| Lee Stanley Salmon Millar Ball Priddy Lambourne Giba André Heller Dante Murilo Gustavo Marcelinho Sérgio |

|                  |    |                                |        |
|                  |    |                                |        |
| R                | 2  | Marcelo Elgarten               |        |
| Ś                | 4  | André Heller                   | 9 pkt  |
| P                | 7  | Gilberto de Godoy Filho (Giba) | 14 pkt |
| A                | 9  | André Nascimento               | 2 pkt  |
| L                | 10 | Sérgio Dutra Santos            |        |
| Ś                | 13 | Gustavo Endres                 | 13 pkt |
| P                | 18 | Dante Amaral                   | 15 pkt |
| Zmiany:          |    |                                |        |
| R                | 1  | Bruno Rezende                  | 1 pkt  |
| P                | 6  | Samuel Fuchs                   |        |
| P                | 8  | Murilo Endres                  | 13 pkt |
| Ś                | 14 | Rodrigo Santana (Rodrigão)     |        |
| Trener:          |    |                                |        |
| Bernardo Rezende |    |                                |        |

- I sędzia: Wang Ning (Chiny)
- II sędzia: Bela Hobor (Węgry)
- Czas trwania meczu: 125 minut